# Chełchy-Chabdzyno
Chełchy-Chabdzyno – wieś sołecka w Polsce położona w województwie mazowieckim, w powiecie makowskim, w gminie Karniewo.
| SIMC    | Nazwa             | Rodzaj              |
| ------- | ----------------- | ------------------- |
| 0116790 | Chełchy Dzierskie | część wsi (do 2022) |

W latach 1975–1998 miejscowość administracyjnie należała do województwa ciechanowskiego.